# Sphaericus selvagensis
Sphaericus selvagensis is een keversoort uit de familie klopkevers (Ptinidae). De wetenschappelijke naam van de soort werd in 2001 gepubliceerd door Xavier Bellés.